# Maurice Georges (homme politique, 1901-1975)
Pour les articles homonymes, voir Maurice Georges.
Maurice Georges, né le 5 décembre 1901 à Lérouville et mort le 15 août 1975 au Havre, est un homme politique français.

## Biographie
Après avoir exercé comme médecin ORL au Havre, il est député de la Seine-Maritime de 1962 à 1975.
Il est signataire de l'« appel des 43 » en faveur d'une candidature de Valéry Giscard d'Estaing à l'élection présidentielle de 1974.
Il épouse Anne-Marie Coty (1910-1987), fille du président René Coty (1882-1962) et de Germaine Corblet (1886-1955). Benoît Duteurtre (1960-2024), romancier, essayiste et critique musical, est un de ses petits-enfants.
A sa mort, il est inhumé dans le caveau de sa belle-famille au cimetière Sainte-Marie du Havre, aux côtés du président René Coty.

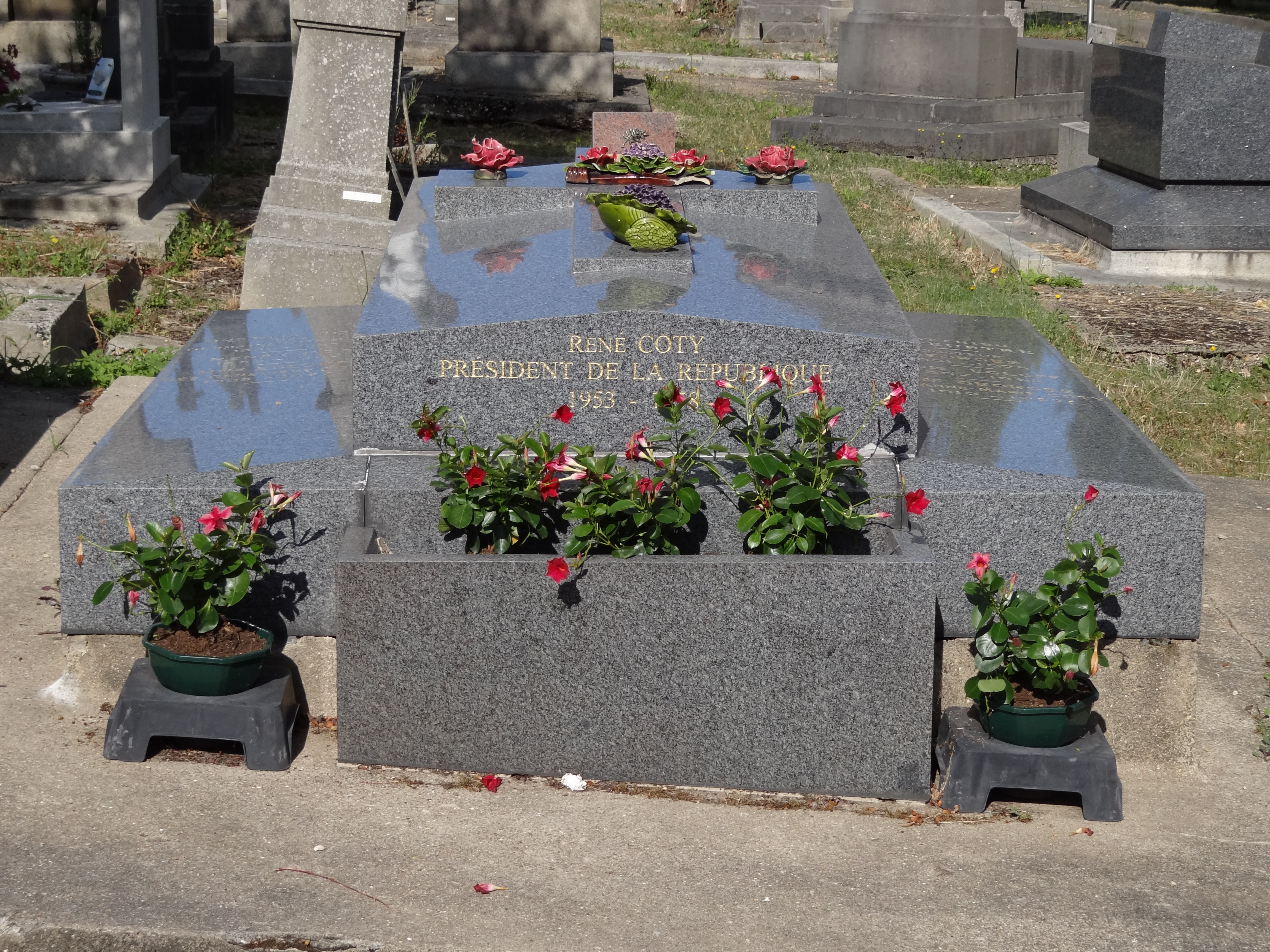
La tombe de Maurice Georges au cimetière Sainte-Marie du Havre (Seine-Maritime).